# Haematomis mexicana
Haematomis mexicana là một loài bướm đêm thuộc phân họ Arctiinae, họ Erebidae.